# 분장
"분장"은 2017년에 개봉한 대한민국의 영화이다.

## 캐스팅
- 남연우 : 오송준 역
- 안성민 : 오송혁 역
- 홍정호 : 강이나 / 의사 역
- 한명수 : 성우재 역
- 양조아 : 남소민 / 당구장사람들 역
- 최용진 : 김태백 역
- 김정영 : 정옥순 역
- 이수광 : 소창국 역
- 이승찬 : 손지훈 역
- 허정도 : 치킨집연극선배 역
- 주영 : 무용과교수 역
- 박세준 : 정혁 역
- 허지원 : 김민호 역
- 최희진 : 안정미기자 역
- 정효진 : 태백남자친구 역
- 김명진 : 송준엄마 역
- 이병길 : 택시기사 역
- 홍상표 : 바텐더 역
- 오도이 : 미미 / 치킨집사장 / 당구장사람들 역
- 박창준 : 세라 / 클럽사람들 역
- 김형중 : 게이 역
- 함규훈 : 미미남친 / 택배기사 / 다큐멘터리 나레이션 역
- 이돈구 : 치질환자 역
- 박보연 : 간병인 역
- 이길한 : 연극스탭 역
- 김나래 : 연극안무가 역
- 이재영 : 연극관계자 역
- 김은영 : 연극분장사 역
- 김수빈 : 간호사 역
- 한태은 : 호프집직원 역
- 강지혜 : 이나밴드 피아노여 역
- 윤두호 : 이나밴드 퍼커션남 역
- 임윤희 : 모임장여 / 클럽사람들 역
- 양근영 : 모임장사람들 역
- 이예슬 : 모임장사람들 역
- 유연우 : 모임장사람들 역
- 곽영웅 : 모임장사람들 역
- 이왕형 : 모임장사람들 / 당구장사람들 역
- 김은영 : 모임장사람들 역
- 김주현 : 모임장사람들 역
- 정권지 : 모임장사람들 역
- 황승환 : 리딩장사람들 역
- 민경식 : 리딩장사람들 역
- 조재영 : 리딩장사람들 역
- 이승희 : 리딩장사람들 / 오디션 배우들 역
- 김기남 : 싸인남 1 역
- 이상민 : 싸인여 1 역
- 김윤영 : 싸인남 2 역
- 송여름 : 싸인여 2 역
- 최준하 : 로비관객 역
- 유한솔 : 로비관객 역
- 장무송 : 로비관객 역
- 박상윤 : 로비관객 역
- 김용완 : 회식자리사람들 역
- 백혜성 : 회식자리사람들 역
- 한동환 : 회식자리사람들 역
- 박진수 : 당구장사람들 역
- 최정길 : 클럽사람들 역
- 백현중 : 클럽사람들 역
- 정재열 : 클럽사람들 역
- 이호성 : 클럽사람들 역
- 조동우 : 클럽사람들 역
- 성민석 : 클럽사람들 역
- 정수환 : 클럽사람들 역
- 최유정 : 클럽사람들 역
- 황희 : 클럽사람들 역
- 김영우 : 클럽사람들 역
- 이승찬 : 클럽사람들 역
- 이세은 : 클럽사람들 역
- 박준서 : 클럽사람들 역
- 조기석 : 클럽사람들 역
- 이상화 : DJ 역
- 임성균 : 오디션 배우들 역
- 김홍석 : 오디션 배우들 역
- 서창희 : 오디션 배우들 역
- 김윤배 : 오디션 배우들 역
- 함석환 : 오디션 배우들 역
- 순천이 : 오디션 배우들 역
- 진도야 : 오디션 배우들 역
- 정기정 : 오디션 배우들 역
- 박한결 : 오디션 배우들 역
- 엄정훈 : 오디션 배우들 역
- 신철우 : 오디션 배우들 역
- 김기정 : 오디션 배우들 역
- 신명호 : 오디션 배우들 역
- 장윤원 : 오디션 배우들 역
- 최민수 : 오디션 배우들 역
- 김소영 : 무용과학생 1 역
- 전민희 : 무용과학생 2 역
- 서우람 : 음료남 역

## 수상
- 서울독립영화제 - 새로운선택상 (2016)